# Спутник-2
«Спутник-2» — второй космический аппарат, запущенный на орбиту Земли 3 ноября 1957 года, впервые выведший на орбиту живое существо — собаку Лайку. Спутник был запущен в честь юбилея 40-й годовщины Октябрьской революции по личному указанию первого секретаря ЦК КПСС Никиты Сергеевича Хрущёва.

## История запуска

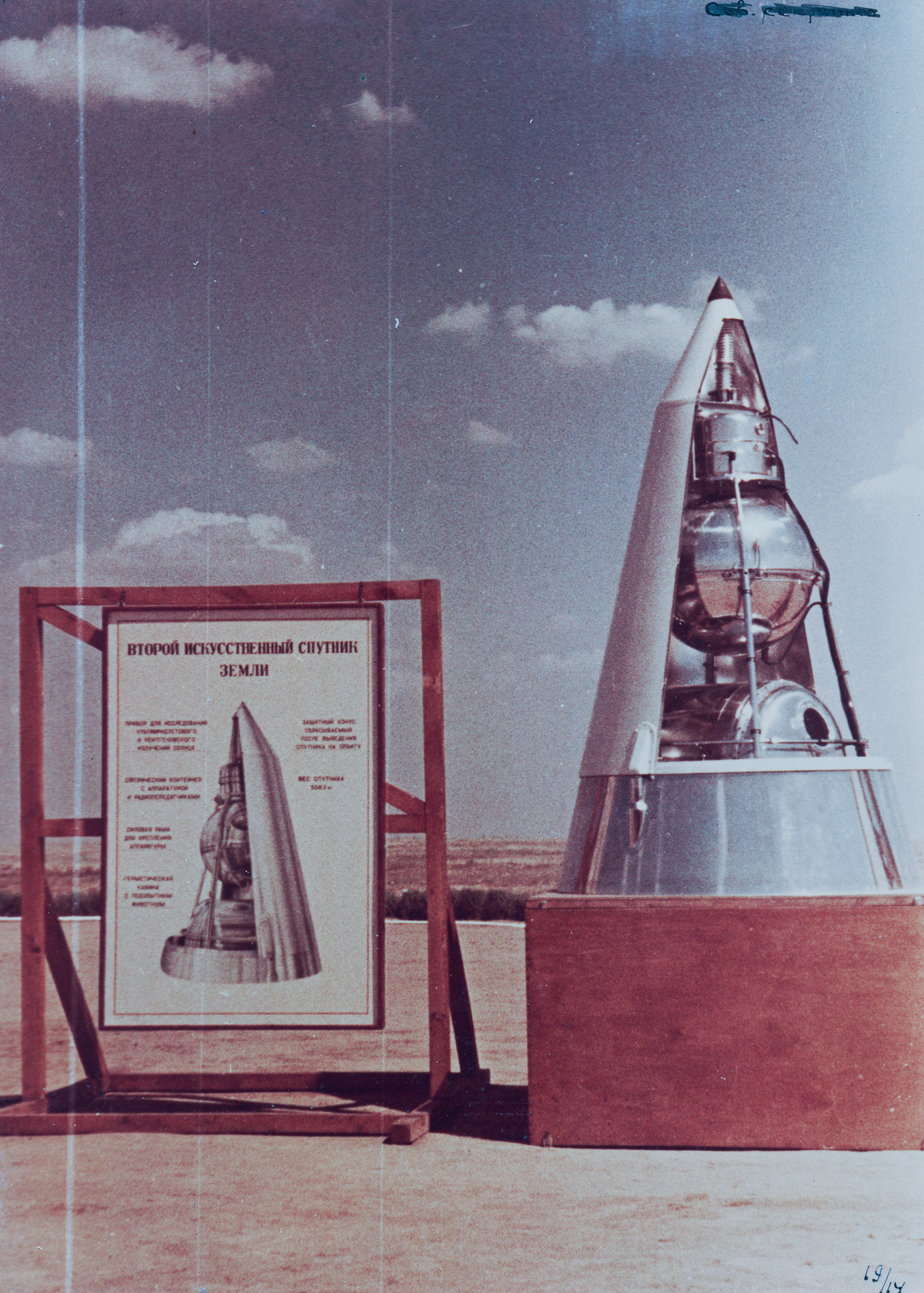
Спутник-2 на испытательном полигоне Капустин Яр

12 октября 1957 года было официально принято решение о запуске к сороковой годовщине Октябрьской революции второго искусственного спутника Земли.
Требовалось без всякой предварительной отработки в кратчайшие сроки создать экспериментальную космическую лабораторию, которая обеспечит жизнедеятельность собаки-космонавта в процессе орбитального полета без возможности возвращения на Землю.
Источники электроэнергии для питания системы жизнеобеспечения были рассчитаны на работу в течение шести суток.
Было принято решение не отделять спутник от центрального блока второй ступени ракеты-носителя, чтобы использовать для передачи телеметрии систему «Трал», которая стояла на второй ступени. Таким образом, спутником была вся вторая ступень с неотделяемым контейнером, где находилась собака.
Экспериментальный полет Лайки получился очень коротким: из-за большой площади контейнер быстро перегрелся и собака погибла уже на первых витках полета вокруг Земли, прожив в космосе 4-5 часа.
Технологии безопасного спуска с орбиты контейнера с собакой-космонавтом и оборудования для осуществления такого манёвра не существовало, что и привело к решению оставить космический аппарат на орбите.

## Устройство
«Спутник-2» представлял собой конической формы капсулу 4-метровой высоты, с диаметром основания 2 метра, содержал несколько отсеков для научной аппаратуры, радиопередатчик, систему телеметрии, программный модуль, систему регенерации и контроля температуры кабины. Собака Лайка размещалась в отдельном опечатанном отсеке. Еда и вода подавались собаке в виде желе. Вентилятор для охлаждения собаки начинал работать при температуре свыше +15 °C.
Технические и биологические данные передавались с помощью телеметрической системы «Трал-Д», которая передавала данные на Землю в течение 15 минут во время каждого витка. На борту были установлены два фотометра для измерения солнечной радиации (ультрафиолетового и рентгеновского излучения) и космических лучей. На «Спутнике-2» не было установлено телекамер (телевизионные изображения собак на «Спутнике-5» часто принимают за изображения Лайки).
Телеметрия передавала:
- частоту дыхания;
- максимальное артериальное давление;
- электрокардиограмму;
- актограммы (как собака двигается).

Через 5—7 часов полёта физиологические данные более не передавались, и начиная с четвёртого витка нельзя было получить никаких данных о состоянии собаки. Поздние исследования показали, что Лайка, вероятно, умерла от перегрева через 5—7 часов полёта.

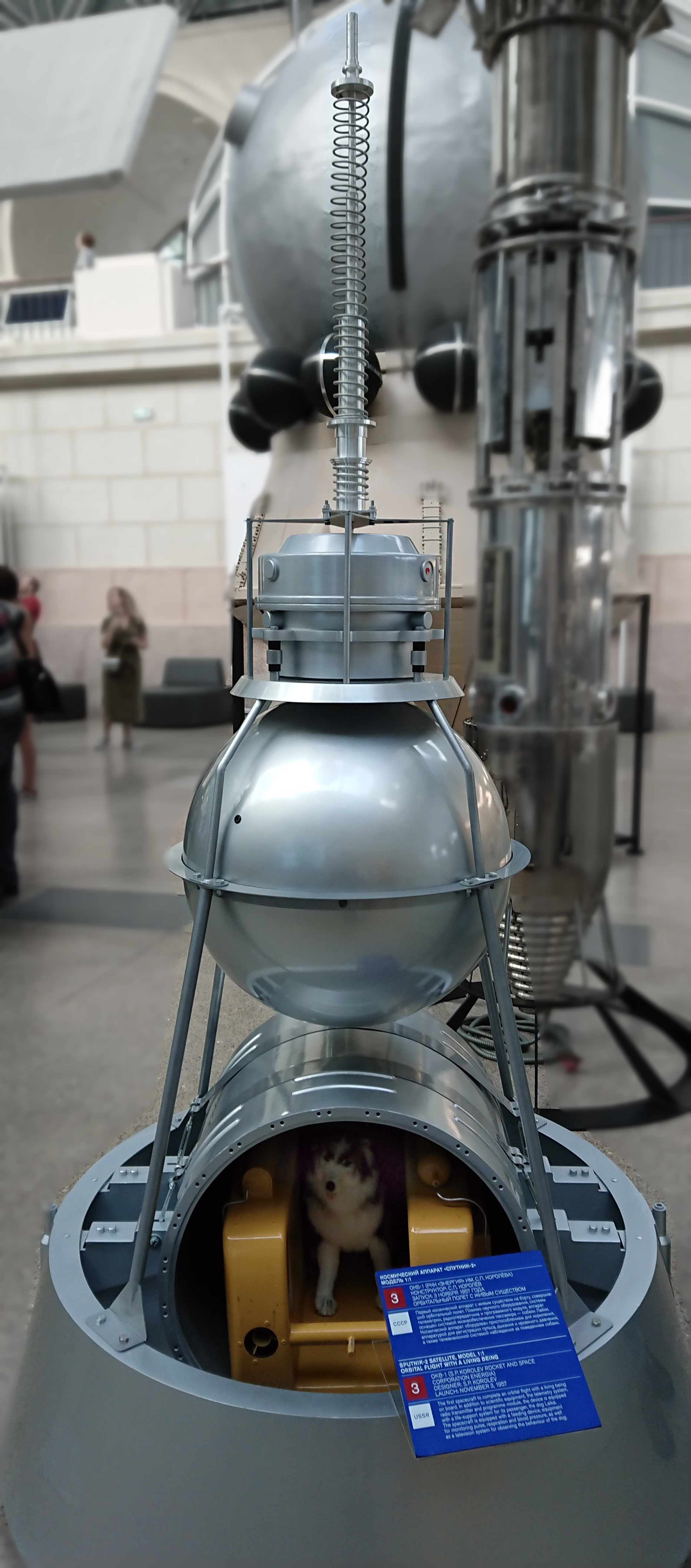
Модель в натуральную величину КА «Спутник-2». Внизу видна модель собаки Лайки
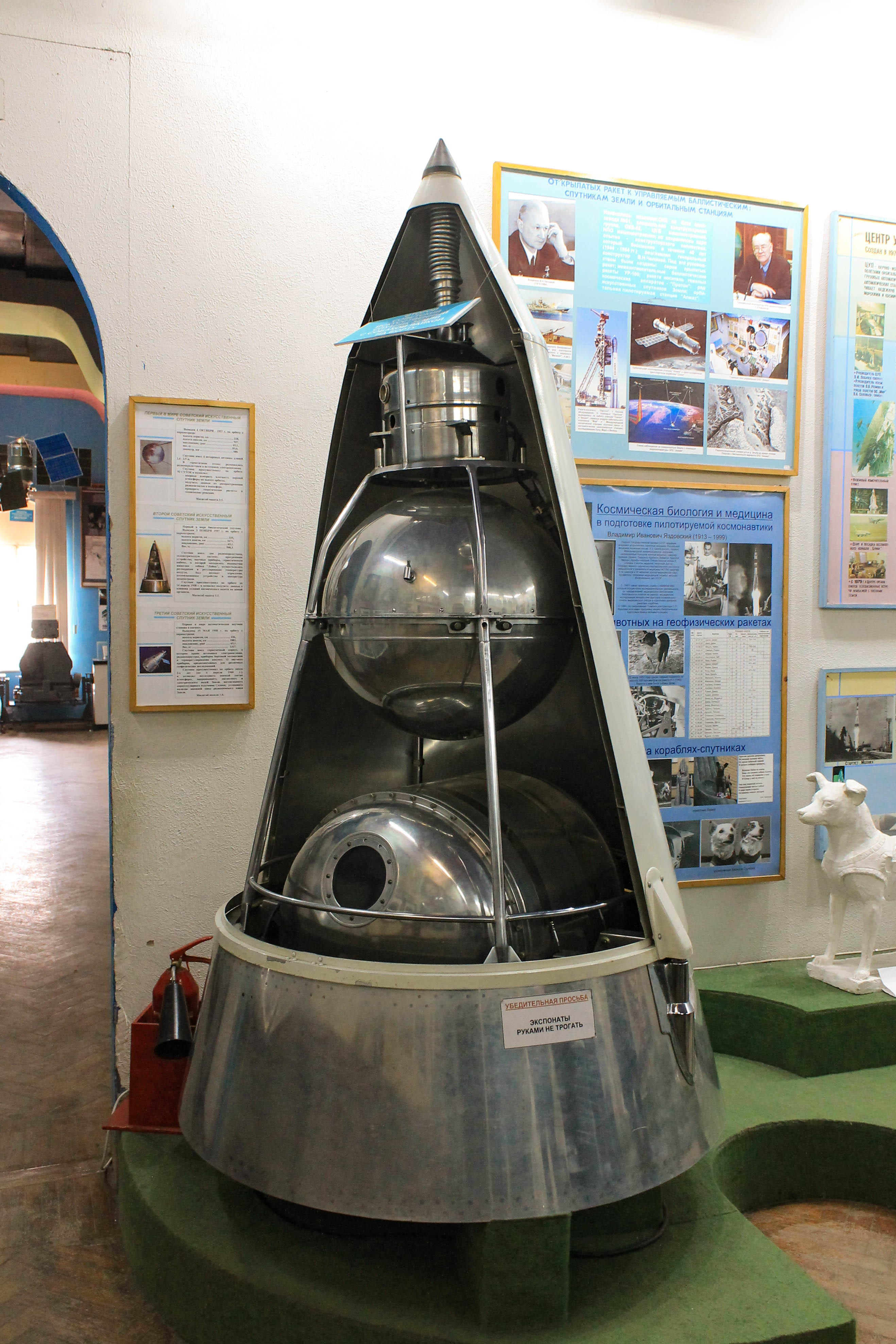
Модель Спутника-2
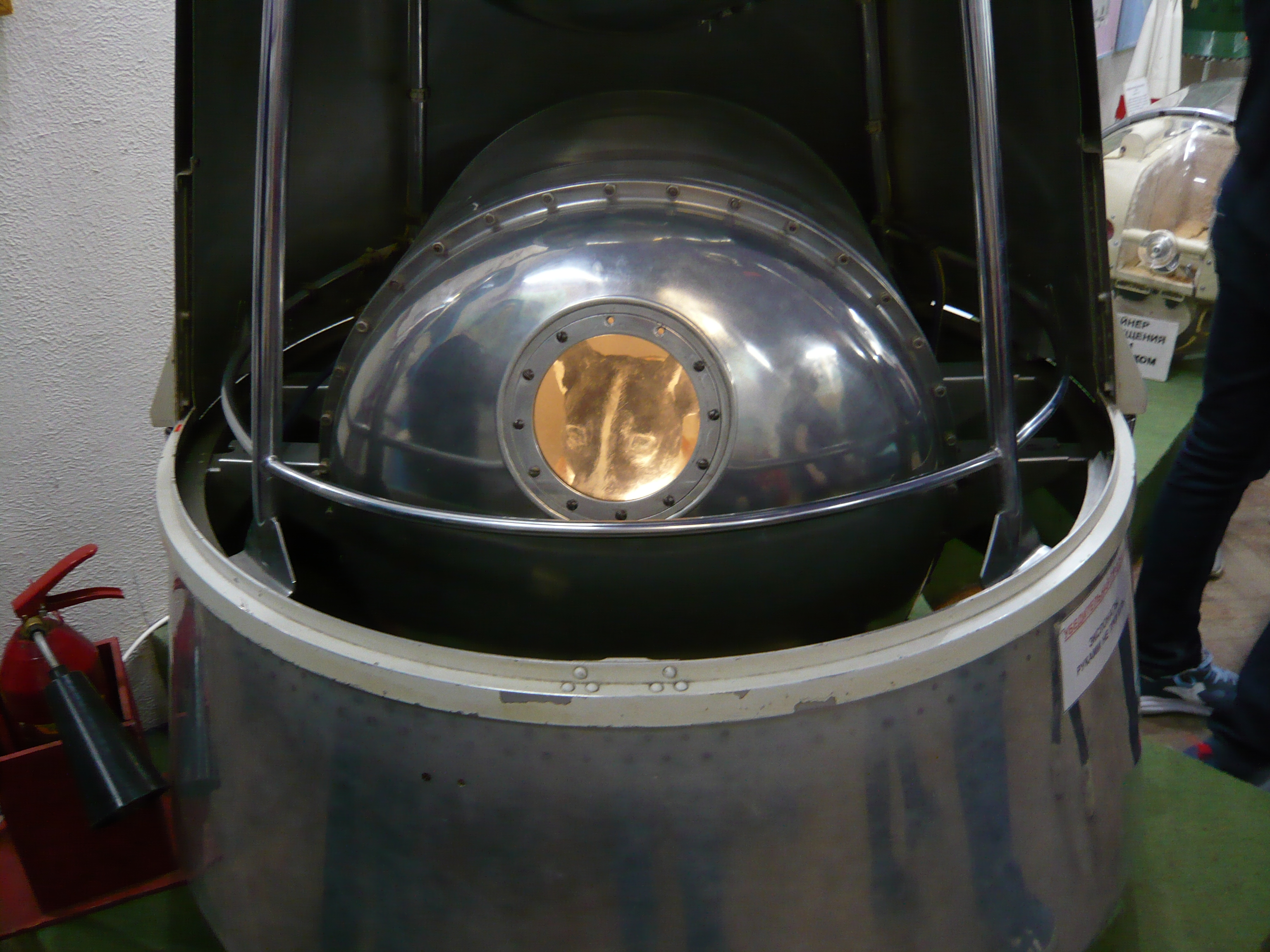

## Результаты

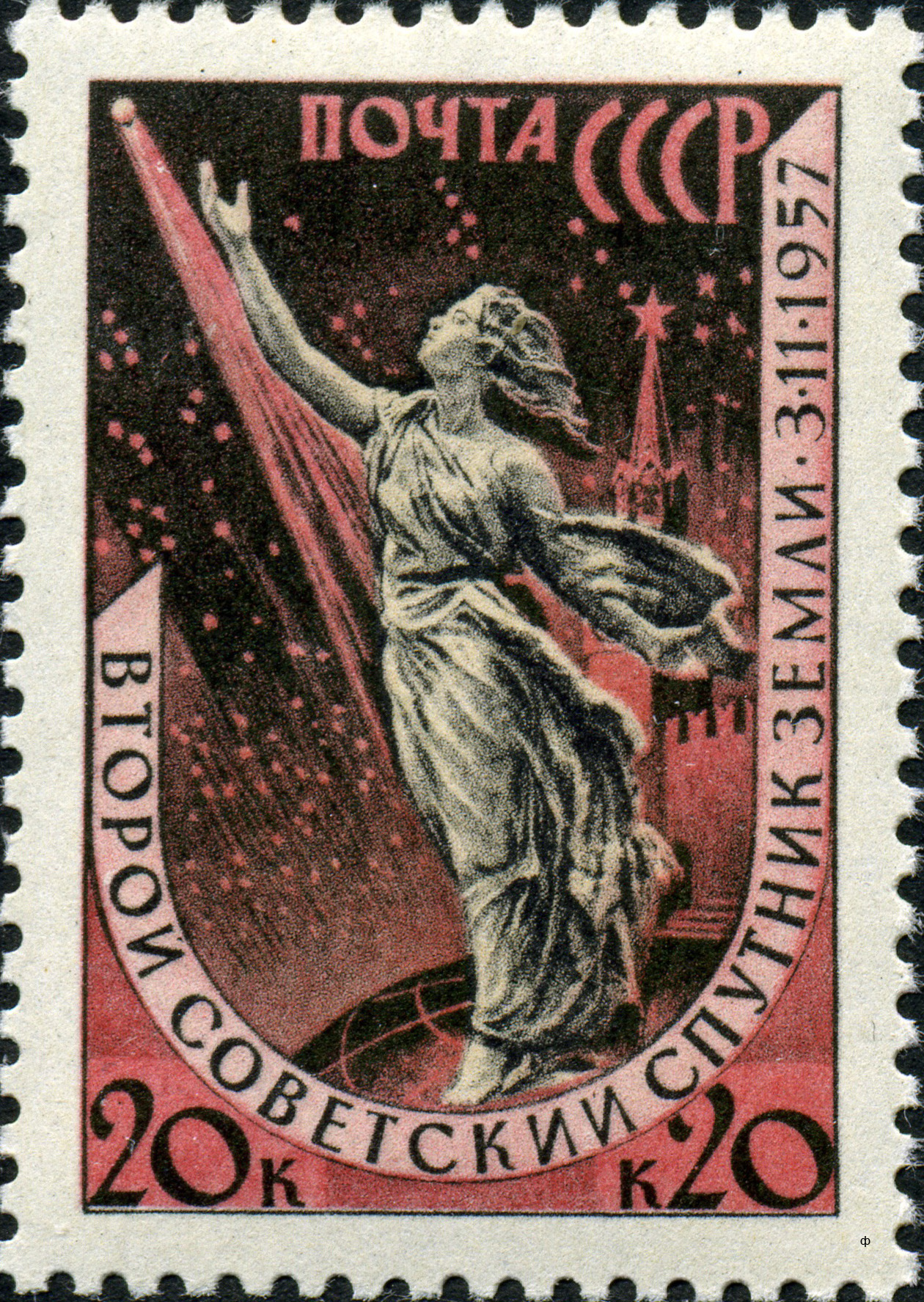
Почтовая марка СССР, «Спутник-2». Изображена скульптура «К звёздам» (Вучетич Е. В., в 1962 году установлена в Усть-Каменогорске)

Впервые на орбиту было доставлено живое существо. Измерения спутника показали повышение радиационного фона в высоких северных широтах, то есть он обнаружил радиационный пояс. Спутник совершил 2370 витков вокруг Земли и затем сгорел в атмосфере 14 апреля 1958 года.